# Botryodesmis
Botryodesmis és un gènere d'algues verdes de la família Udoteaceae.